# Angèle Etoundi Essamba
Angele Etoundi Essamba (sinh 1962, Douala) là một nhiếp ảnh gia người Cameroon sống và làm việc ở Amsterdam, cô được biết đến với công việc chụp ảnh trắng đen của mình, nội dung chủ yếu về phụ nữ châu Phi. Essamba đã có hơn 200 triển lãm trên khắp thế giới và hơn năm mươi ấn phẩm trên các tạp chí phổ thông và chuyên ngành.

## Tiểu sử
Angèle Etoundi Essaamba sinh ra ở Douala, Cameroon năm 1963 và lớn lên ở Yaounde. Bà chuyển đến Paris khi bà mười tuổi và được đào tạo tại Trường Nhiếp ảnh chuyên nghiệp Hà Lan ở The Hague. Sau đó, bà chuyển đến Amsterdam (Hà Lan) vào năm 1982, nơi bà học tại trường Nederlandse Fotovak (Trường Nhiếp ảnh chuyên nghiệp Hà Lan). Essamba tham dự Lyceum tại Paris, nơi bà học triết học, khiêu vũ và nhiếp ảnh.
Bà được liên kết với DUTA hoặc Douala Urban Touch of Arts, cho phép các nghệ sĩ thị giác Trung Phi ở Douala, Cameroon chia sẻ tác phẩm của họ.

## Sự nghiệp nhiếp ảnh
Essaamba tập trung vào người phụ nữ châu Phi trong bộ ảnh đen trắng của mình. Triển lãm đầu tiên của bà là vào năm 1984 tại Gallerie Art Collective ở Amsterdam. Loạt ảnh đen trắng năm 1995 của bà, White Line, đã được trao giải thưởng Prix Spécial Afrique tại Festival des Trois Continents, Nantes năm 1996. Bà muốn tác phẩm của mình truyền cảm hứng cho các cuộc thảo luận giữa các nền văn hóa và con người. Nghệ thuật của bà chịu ảnh hưởng rất lớn từ dòng dõi châu Phi cũng như môi trường văn hóa đa dạng của bà. Dựa trên kinh nghiệm cá nhân và lịch sử, văn hóa, quan điểm và ảnh hưởng môi trường của bà, các bức ảnh của Essamba kết hợp kỹ thuật với cảm giác mạnh mẽ của cảm xúc. Bà đã thể hiện các tác phẩm của mình trong một số triển lãm ở Châu Phi, Châu Á, Châu Âu, Châu Mỹ Latinh, Các Tiểu Vương quốc Ả Rập Thống nhất và Hoa Kỳ bao gồm: Bienal de La Habana (1994), Venice Biennale (1994), Johannesburg Biennale (1995), Festival of the Three Continents (1996).
Essemba rất quan tâm đến việc chụp những bức ảnh về phụ nữ da đen và cách bà đại diện cho họ đưa ra một thách thức chống lại những kỳ vọng của Eurrialric về cách phụ nữ châu Phi nên được thể hiện. Tác phẩm của bà là hiện thân của chủ nghĩa thần bí và khêu gợi, cho thấy phụ nữ có thân hình gợi cảm mạnh mẽ.